# Joseph Lauber (Komponist)
Anton Joseph Lauber (* 27. Dezember 1864 in Ruswil; † 28. Mai 1952 in Genf) war ein Schweizer Komponist.

## Leben
Bereits in frühen Jahren trat Lauber als Pianist in einem Orchester auf, das sein Vater leitete. Ein Mäzen ermöglichte ihm 1881 den Eintritt in das Konservatorium Zürich, wo er Schüler von Gustav Weber und Friedrich Hegar wurde. Sein Studium setzte er 1884 in München bei Josef Gabriel Rheinberger (Orgel) und am Conservatoire de Paris bei Louis Diémer und Jules Massenet (Klavier und Komposition) fort. Nach einigen Jahren als Organist in Le Locle (Kanton Neuenburg) lehrte er selbst von 1899 bis 1901 am Konservatorium Zürich und übersiedelte dann nach Genf. Dort war er für zwei Jahre Theaterkapellmeister und seit 1907 Professor für Klavier und Instrumentation am Konservatorium Genf, ab 1917 Professor für Komposition. Zu seinen Schülern in Genf zählten Henri Gagnebin und insbesondere Frank Martin.
1899 wurde Lauber zum Mitbegründer des Schweizerischen Tonkünstlervereins.
Joseph Lauber war der Bruder des Dirigenten und Komponisten Emile Lauber.

## Werk
Laubers über 200 Nummern umfassendes Werkverzeichnis deckt nahezu alle musikalischen Gattungen ab. Neben einer Oper schrieb er unter anderem 6 Sinfonien, Sinfonische Dichtungen, 2 Klavierkonzerte und 2 Violinkonzerte, zahlreiche kammermusikalische Werke und Vokalkompositionen.
Sein Stil fusst einerseits in der deutschen Spätromantik, nimmt aber andererseits Einflüsse des französischen Impressionismus auf. Er selbst schätzte insbesondere die Musik von Claude Debussy, Gabriel Fauré und Henri Duparc.